# Saint-André-Farivillers
Saint-André-Farivillers település Franciaországban, Oise megyében. Lakosainak száma 512 fő (2022. január 1.). Saint-André-Farivillers Beauvoir, Bonvillers, Campremy, Noyers-Saint-Martin, Sainte-Eusoye és Vendeuil-Caply községekkel határos.

## Népesség
A település népessége az elmúlt években az alábbi módon változott:
| Lakosok száma | 516  | 516  | 522  | 514  | 516  | 518  | 516  | 516  | 512  |
|               | 2013 | 2015 | 2016 | 2017 | 2018 | 2019 | 2020 | 2021 | 2022 |